# Papuana trinodosa
Papuana trinodosa är en skalbaggsart som beskrevs av Heinrich Bernward Prell 1912. Papuana trinodosa ingår i släktet Papuana och familjen Dynastidae. Inga underarter finns listade i Catalogue of Life.